# Модифицированное Z-преобразование
Модифицированное (смещённое) Z-преобразование — более общий случай обычного Z-преобразования, содержащее идеальное запаздывание величиной, кратной частоте дискретизации. Математически записывается как:
{\displaystyle F(z,m)=\sum _{k=0}^{\infty }f(kT+m)z^{-k}}
где
- T — период дискретизации
- m («параметр смещения») — часть периода дискретизации {\displaystyle [0,T).}

Модифицированное Z-преобразование широко применяется в теории управления в частности для более точного моделирования систем с задержками.

## Свойства
Если параметр смещения m фиксирован, тогда все свойства модифицированного z-преобразования совпадают со свойствами обычного Z-преобразования.

### Линейность
{\displaystyle Z\left[\sum _{k=1}^{n}c_{k}f_{k}(t)\right]=\sum _{k=1}^{n}c_{k}F(z,m).}

### Сдвиг по времени
{\displaystyle Z\left[u(t-nT)f(t-nT)\right]=z^{-n}F(z,m).}

### Ослабление
{\displaystyle Z\left[f(t)e^{-a\,t}\right]=e^{-a\,m}F(e^{a\,T}z,m).}

### Умножение аргумента
{\displaystyle Z\left[t^{y}f(t)\right]=\left(-Tz{\frac {d}{dz}}+m\right)^{y}F(z,m).}

### Теорема о конечном значении
{\displaystyle \lim _{k=\infty }f(kT+m)=\lim _{k=1+}F(z,m).}

## Таблица основных преобразований
| f(t)     | F(z, m)                                                                                              |
| -------- | --- |
| 1(t)     | {\displaystyle {\frac {z}{z-1}}}                                                                     |
| t        | {\displaystyle {\frac {zmT}{z-1}}+{\frac {zT}{(z-1)^{2}}}}                                           |
| e-at     | {\displaystyle {\frac {ze^{-amT}}{z-e^{-aT}}}}                                                       |
| 1 — e-at | {\displaystyle {\frac {z}{z-1}}-{\frac {ze^{-amT}}{z-e^{-aT}}}}                                      |
| sin ωt   | {\displaystyle {\frac {z^{2}\sin {(m\omega T)}+z\sin {[(1-m)\omega T]}}{z^{2}-2z\cos {\omega T}+1}}} |

## Пример
Пусть оригинал для преобразования {\displaystyle f(t)=\cos(\omega t)}. Тогда:
{\displaystyle F(z,m)=Z\left[\cos \left(\omega \left(kT+m\right)\right)\right]}
{\displaystyle F(z,m)=Z\left[\cos(\omega kT)\cos(\omega m)-\sin(\omega kT)\sin(\omega m)\right]}
{\displaystyle F(z,m)=\cos(\omega m)Z\left[\cos(\omega kT)\right]-\sin(\omega m)Z\left[\sin(\omega kT)\right]}
{\displaystyle F(z,m)=\cos(\omega m){\frac {z\left(z-\cos(\omega T)\right)}{z^{2}-2z\cos(\omega T)+1}}-\sin(\omega m){\frac {z\sin(\omega T)}{z^{2}-2z\cos(\omega T)+1}}}
{\displaystyle F(z,m)={\frac {z^{2}\cos(\omega m)-z\cos(\omega (T-m))}{z^{2}-2z\cos(\omega T)+1}}.}
Если {\displaystyle m=0}, то {\displaystyle F(z,m)} совпадает с Z-преобразованием:
{\displaystyle F(z,0)={\frac {z^{2}-z\cos(\omega T)}{z^{2}-2z\cos(\omega T)+1}}}